# Сєверний (Варнавинський район)
Сєверний (рос. Северный) — селище в Варнавинському районі Нижньогородської області Російської Федерації.
Населення становить 1590 осіб. Входить до складу муніципального утворення Сєвєрна сільрада.

## Історія
Від 2009 року входить до складу муніципального утворення Сєвєрна сільрада.

## Населення
| 1999 | 2002  | 2010  |
| ---- | ----- | ----- |
| 2050 | ↘1769 | ↘1590 |